# Могилів-Подільський район (1923—2020)
Могилі́в-Поді́льський райо́н — район Вінницької області в Україні. Адміністративний центр — місто Могилів-Подільський. Площа району становить 936,5 км². Населення становить 146 900 жителів (01.01.2018).

## Географія
Могилів-Подільський район розташований на південному заході Вінницької області, межує з Ямпільським, Чернівецьким, Шаргородським та Мурованокуриловецьким районами. По течії річки Дністер проходить державний кордон з Молдовою.
За характером рельєфу — хвиляста рівнина, порізана численними долинами річок, ярами і балками. Лівими притоками Дністра, що протікають територією району, є річки Лядова, Серебрійка, Немия, Дирло, Мурафа тощо. Могилівщина розташована в зоні лісостепу.
Місцевість багата на корисні копалини. Є запаси лісовику кам'яного будівельного, вапняку, трепелу, родовище літографічного каменю, родовища столової води в селах Бронниця, Яруга, Садківці.
Площа лісових насаджень становить 13520 га. Переважають широколисті мішані ліси граб, дуб, ясен, липа, клен.
На території Могилів-Подільського району є об'єкти природно-заповідного фонду: заказники «Вендичанська Дубина», Грабарківський ландшафтний, Бронницький ботанічний; пам'ятки природи «Гайдамацький яр», «Пісковики Бернашівки», «Відслонення Грушанської світи», «Відслонення Могилівської світи». Пам'яткою садово-паркового мистецтва є Бронницький парк.

## Історія
Землі понад Дністром почали заселятись ще у давнину, свідченням тому є археологічні знахідки решток поселень трипільської, черняхівської, зарубинецької культур.
Найдавніший археологічний комплекс на Могилів-Подільщині розташований у Бернашівському мікрорегіоні.
В селі Бернашівка виявлено рештки ранньотрипільського поселення, також поселення трипільської, черняхівської, зарубинецької культур виявлено в селах Озаринці, Серебрія, Яришів, Юрківці.
Поблизу с. Григорівка в лісі розташоване скіфське городище VI—IV ст. до н. е., аналогічні знахідки виявлено в селах Ломазів та Нижчий Ольчедаїв.
Грамота 1450 р. вказує на існування с. Іваньківці. З 1595 року тут засновується місто, яке власник цих земель Єремія Могила віддав у посаг за свою дочку. Воєвода Потоцький на честь тестя назвав місто Могилів. Спочатку його, щоб відрізнити від білоруського Могильова назвали Могилів-на-Дністрі, а вже за радянських часів назвали Могилів-Подільський.
Подільські землі на початку ХІ ст. були вільними, тому вони активно заселялись втікачами від польських панів. Після Берестейської унії в 1596 році землі України переходять до Польщі. Місто стає штаб-квартирою коронованого гетьмана Польщі Станіслава Жолкевського.
У період визвольної війни українського народу 1648—1654 рр. в Могилеві відбувалися значні події. В 1648 р. сюди підійшли повстанські загони М. Кривоноса, — тоді Могилів було звільнено від польської шляхти та запроваджено полковий козацький устрій.
У січні 1654 р. населення Могилева і козаки Могилівського полку склали присягу на вірність Російській державі. Міська біднота і селяни навколишніх сіл активно підтримували антифеодальне повстання 1768 року, очолюване М. Залізняком та І. Гонтою.
У 1795 році утворюється Подільська губернія, Могилів ввійшов до складу губернії як повітовий центр. У цей період починає активно розвиватися землеробство, виноградарство, стають до ладу суконні, шовкові, черепичні мануфактури, винокурні, цукроварні, ґуральні, пожвавлюється торгівля.
У 1881 році починається будівництво залізниці. В 1884 році дав першу продукцію Вендичанський цукровий завод, у 1887 році Могилівський чавуноливарний, у 1902 році — Юрковецький спиртозавод.
У 1905—1907 рр. відбувались страйки селян і робітників. Протягом 1917—1920 рр. влада у Могилеві змінювалась 18 разів. Край переживав занепад до кінця 20-х років. Розкуркулення, голодомор, репресії сталінського режиму не оминули подолян.
Війна 1941—1945 рр. забрала життя і здоров'я 5 тис. могилівчан. Керівниками руху опору були М.Тугушов, В.Горбатюк, А.Обертюк, Я.Нагірняк. До кінця березня 1944 року радянські війська визволили місто і район. Самовідданою працею наслідки війни було подолано.
Могилів-Подільський район утворений 7 березня 1923 року.
Зміни в адміністративно-територіальному устрої району відбувались в 1945, 1958, 1962/1965 і в 1990 р. І на сьогодні до складу району входить 53 населених пункти: одне селище і 52 села, які відповідно підпорядковані одній селищній та 27 сільським радам. Районний центр — місто Могилів-Подільський є містом обласного значення.

## Адміністративний устрій
Район адміністративно-територіально поділявся на 1 селищну раду та 26 сільських рад, які об'єднували 54 населені пункти та були підпорядковані Могилів-Подільській районній раді. Адміністративний центр — місто Могилів-Подільський, яке мало статус міста обласного значення, тому не входило до складу району.

## Економіка

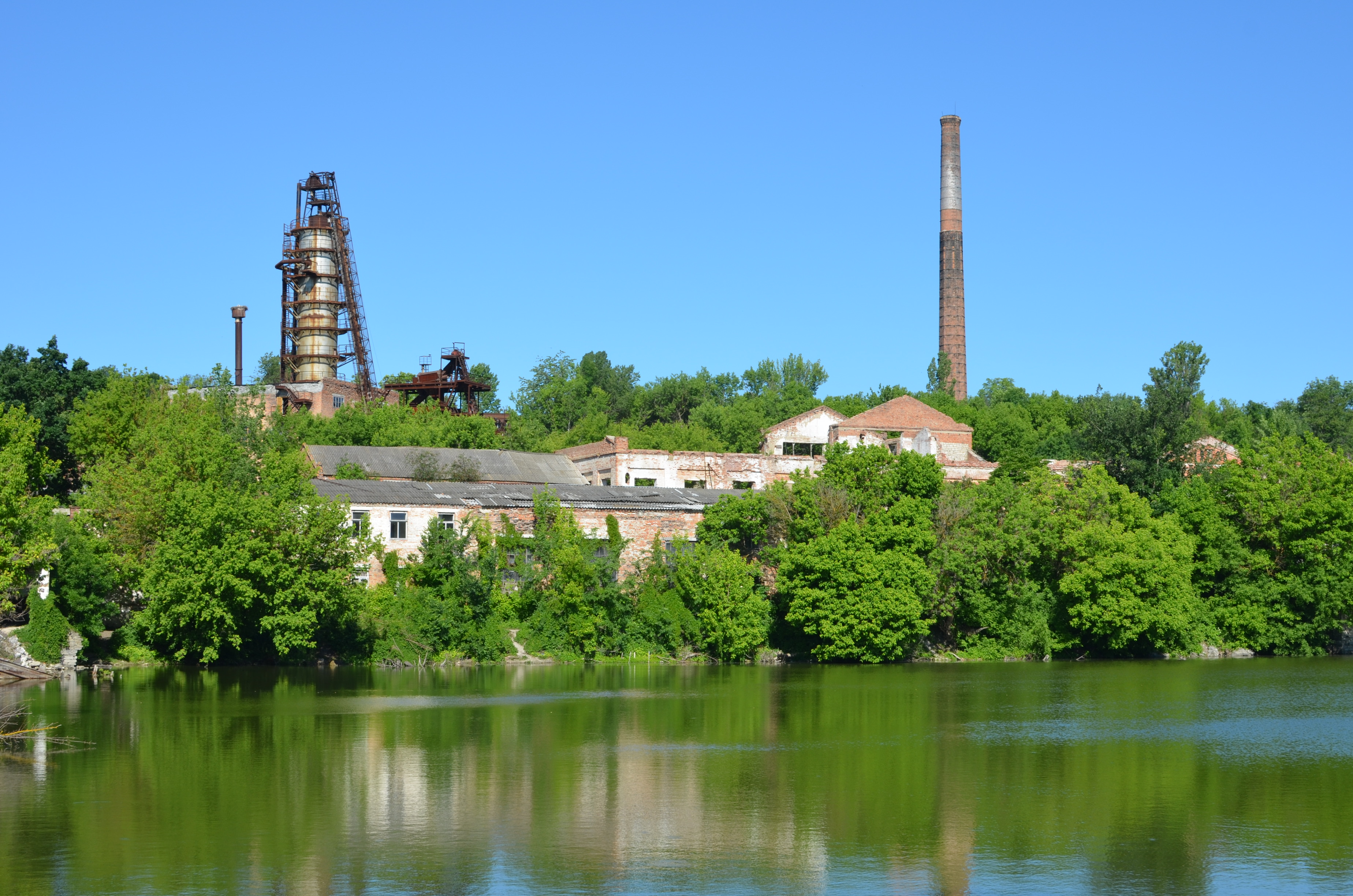
Цукровий завод, Вендичани

### Промисловість
Харчова, машинобудівна, будівельних матеріалів, швейна.
Підприємства: машинобудівний, приладобудівний, газового устаткування, консервний, продтоварів, маслоробний, хлібний заводи, фабрики нетканих матеріалів і швейна у Могилеві-Подільському, вендичанські комбінат хлібопродуктів і цукровий завод, Моївський цукрокомбінат, вапновий завод у Грабарівці, спиртовий завод та кар'єроуправління в Юрківці, завод побутової хімії в Бронниці.

### Сільське господарство
Зернові, буряківництво, садівництво, овочівництво, скотарство, вівчарство, бджільництво, рибальство, шовківництво.

## Транспорт
Територією району проходить автошляхи E583, Р36 та Т 0220.
Залізнична станція Вендичани; зупинні пункти: Ізраїлівка та Сулятицька.

## Населення
Розподіл населення за віком та статтю (2001)
| Стать | Всього | До 15 років | 15-24 | 25-44 | 45-64 | 65-85 | Понад 85 |
| --- | ------ | ----------- | ----- | ----- | ----- | ----- | -------- |
| Чоловіки | 18 420 | 3475        | 2300  | 5505  | 4676  | 2378  | 86       |
| Жінки | 21 784 | 3169        | 2250  | 4843  | 5722  | 5282  | 518      |
| \| Статево-вікова піраміда \| Статево-вікова піраміда \| Статево-вікова піраміда \| \| ----------------------- \| ----------------------- \| ----------------------- \| \| Чоловіки \| Вік \| Жінки \| \| 86 \| 85 + \| 518 \| \| 164 \| 80-84 \| 725 \| \| 419 \| 75-79 \| 1335 \| \| 860 \| 70-74 \| 1782 \| \| 935 \| 65-69 \| 1440 \| \| 1535 \| 60-64 \| 2160 \| \| 827 \| 55-59 \| 1211 \| \| 1088 \| 50-54 \| 1193 \| \| 1226 \| 45-49 \| 1158 \| \| 1450 \| 40-44 \| 1271 \| \| 1360 \| 35-39 \| 1220 \| \| 1371 \| 30-34 \| 1214 \| \| 1324 \| 25-29 \| 1138 \| \| 1257 \| 20-24 \| 1127 \| \| 1043 \| 15-20 \| 1123 \| \| 1455 \| 10-14 \| 1303 \| \| 1167 \| 5-9 \| 1081 \| \| 853 \| 0-4 \| 785 \| |        |             |       |       |       |       |          |
| Статево-вікова піраміда |        |             |       |       |       |       |          |
| Чоловіки | Вік    | Жінки       |       |       |       |       |          |
| 86 | 85 +   | 518         |       |       |       |       |          |
| 164 | 80-84  | 725         |       |       |       |       |          |
| 419 | 75-79  | 1335        |       |       |       |       |          |
| 860 | 70-74  | 1782        |       |       |       |       |          |
| 935 | 65-69  | 1440        |       |       |       |       |          |
| 1535 | 60-64  | 2160        |       |       |       |       |          |
| 827 | 55-59  | 1211        |       |       |       |       |          |
| 1088 | 50-54  | 1193        |       |       |       |       |          |
| 1226 | 45-49  | 1158        |       |       |       |       |          |
| 1450 | 40-44  | 1271        |       |       |       |       |          |
| 1360 | 35-39  | 1220        |       |       |       |       |          |
| 1371 | 30-34  | 1214        |       |       |       |       |          |
| 1324 | 25-29  | 1138        |       |       |       |       |          |
| 1257 | 20-24  | 1127        |       |       |       |       |          |
| 1043 | 15-20  | 1123        |       |       |       |       |          |
| 1455 | 10-14  | 1303        |       |       |       |       |          |
| 1167 | 5-9    | 1081        |       |       |       |       |          |
| 853 | 0-4    | 785         |       |       |       |       |          |

Національний склад населення за даними перепису 2001 року:
| Національність | Кількість осіб | Відсоток |
| -------------- | -------------- | -------- |
| українці       | 39343          | 97,85 %  |
| росіяни        | 636            | 1,58 %   |
| молдовани      | 102            | 0,25 %   |
| білоруси       | 31             | 0,08 %   |
| азербайджанці  | 10             | 0,02 %   |
| інші           | 84             | 0,21 %   |

Мовний склад населення за даними перепису 2001 року:
| Мова       | Кількість осіб | Відсоток |
| ---------- | -------------- | -------- |
| українська | 39477          | 98,19 %  |
| російська  | 622            | 1,55 %   |
| молдовська | 63             | 0,16 %   |
| білоруська | 17             | 0,04 %   |
| інші       | 27             | 0,07 %   |

## Політика
25 травня 2014 року відбулися Президентські вибори України. У межах Могилів-Подільського району було створено 50 виборчих дільниць. Явка на виборах складала — 66,33 % (проголосували 17 584 із 26 511 виборців). Найбільшу кількість голосів отримав Петро Порошенко — 60,83 % (10 697 виборців); Юлія Тимошенко — 21,89 % (3 850 виборців), Олег Ляшко — 6,92 % (1 217 виборців), Анатолій Гриценко — 2,58 % (453 виборців). Решта кандидатів набрали меншу кількість голосів. Кількість недійсних або зіпсованих бюлетенів — 0,82 %.

## Освітні заклади
Монтажний, технологічний технікуми, медучилище, ПТУ у Могилеві-Подільському.

## Пам'ятки

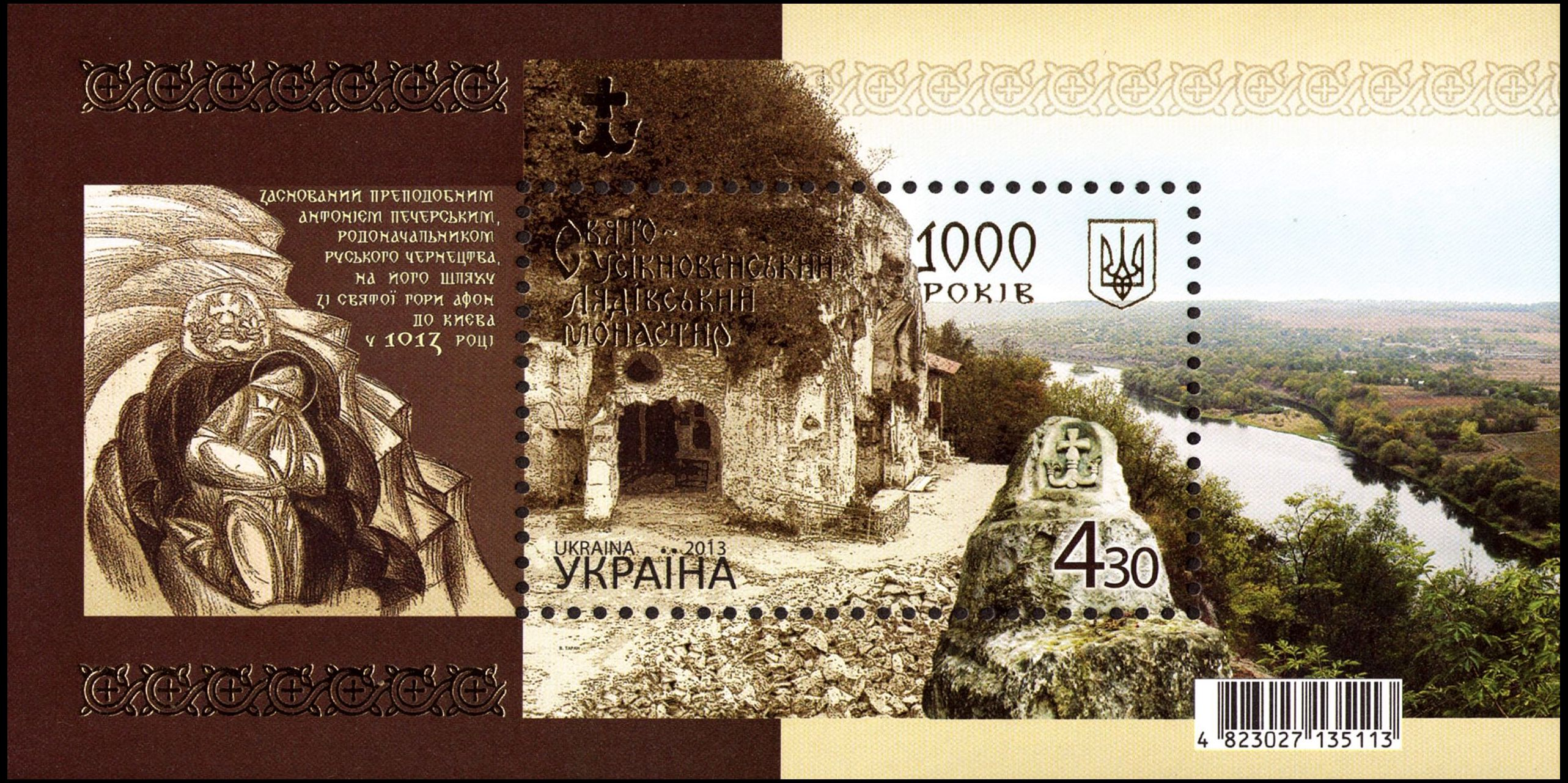
Поштовий блок України «Свято-Усікновенський Лядівський монастир. 1000 років.»

В районі є пам'ятки архітектури — Лядівський скельний монастир XI ст., церква в селі Кукавка, побудована за проектом художника В. Тропініна, в селі Серебринець — палац М. Чацького, учасника повстання Г. Костюшка, в селі Бронниця — садиба фельдмаршала П. Вітгенштейна, командувача другої російської армії в роки війни 1812 р.
- Пам'ятки історії Могилів-Подільського району
- Пам'ятки архітектури Могилів-Подільського району
  - пам'ятки архітектури 18-19 ст. у с. Кукавка,
  - скельний монастир 11 ст. у Лядові.
- Пам'ятки монументального мистецтва Могилів-Подільського району
- Пам'ятки археології Могилів-Подільського району

## Персоналії
- Володимир Дідушицький (1825—1899) — меценат, колекціонер, природознавець, зоолог, етнограф, археолог, засновник Природознавчого музею у Львові, член-кореспондент Академії наук у Краков, один з очільників «Руського Собору», перший куратор Крайової школи лісового господарства.
- Олександр Лотоцький (1870—1939) — український громадсько-політичний діяч, письменник, публіцист, науковець.
- Еліза Грінблат (1888—1975) — єврейська письменниця.
- Станіслав Поплавський (1902—1973) — Генерал армії (1955) Збройних Сил СРСР і Польської Народної Республіки, Герой Радянського Союзу (1945).
- Анатолій Юрченко (1939—2003) — радянський і український кіноактор, член Національної спілки кінематографістів України.
- Василь Панчук (1949) — примар муніципія Бєлці (Республіка Молдова).
- Сергій Будза (1984) — український легкоатлет, що спеціалізується на спортивній ходьбі, Чемпіон України (2014),